# Limnichoderus placidus
Limnichoderus placidus är en skalbaggsart som beskrevs av Wooldridge 1987. Limnichoderus placidus ingår i släktet Limnichoderus och familjen lerstrandbaggar. Inga underarter finns listade i Catalogue of Life.